# Luc de Clapiers de Vauvenargues
Luc de Clapiers, markýz de Vauvenargues (6. srpna 1715 Aix-en-Provence – 28. května 1747 Paříž) byl francouzský spisovatel a moralista.  

## Život
Pocházel ze zchudlé šlechtické rodiny. Vstoupil do armády, kde dosáhl hodnosti plukovníka. Zúčastnil se obléhání Prahy v roce 1742, neboli francouzské vojenské výpravy do Čech na podporu plánů Fridricha II. Pruského. Výprava skončila katastrofou, když byli Francouzi opuštěni svými spojenci. Během obléhání zemřel i Vauvenarguesův blízký přítel a idol, sedmnáctiletý Seytres. Právě jemu je adresováno dílo Conseil à un jeune homme (Rada mladému muži). Samotnému Vauvenarguesovi u Prahy omrzly nohy, a přestože strávil dlouhou dobu v nemocnici v Nancy, nikdy se zcela nezotavil. Jeho zdraví ještě zhoršily neštovice, které ho znetvořily, téměř kvůli nim oslepl a způsobily mu chronický kašel. Roku 1746 vydal – anonymně – svou sbírku esejů a aforismů Introduction à la connaissance de l'esprit humain, která se stala populární až s velkým zpožděním, v 19. století, kdy zaujala například Schopenhauera, kterému imponovalo, že Vauvenargues upřednostňoval cit před rozumem. Knihu vydal s podporou svého přítele Voltaira, s nímž si od roku 1743 dopisoval. Toto jeho dílo je srovnáváno s Rochefoucauldovým, nicméně Vauvenargues smýšlí méně skepticky o člověku a přiklání se spíše ke stoickému postoji, zatímco Rochefoucauld k epikurejskému. Vauvenargues zemřel ve věku 31 let.